# 2008년 코소보 독립선언

코소보
코소보의 독립을 공식적으로 인정한 국가.
코소보의 독립을 공식적으로 인정할 의향이 있는 국가.
코소보의 독립에 중립을 표명했거나 아직 유보적인 입장을 표명한 국가.
좀 더 협상을 해주기를 표명하거나 일방적 움직임에 대해 우려를 표명한 국가.
코소보의 독립을 인정할 수 없다고 밝힌 국가.
현재 입장을 밝히지 않은 국가.

코소보 의회는 2008년 2월 17일에 열린 특별 회의에서 세르비아로부터의 분리독립을 만장일치로 승인했다. 하지만 세르비아는 현재까지도 인정하지 않고 있다.

## 개요
코소보는 1999년 코소보 전쟁이 끝난 이후에 유엔 안전 보장 이사회 결의 제1244호에 따라 유엔 코소보 임시행정부(UNMIK)가 관할하는 자치주가 되었다.
2007년 2월 2일 마르티 아티사리 유엔 특사 겸 전직 핀란드 대통령은 베오그라드와 프리슈티나에서 보리스 타디치 세르비아 대통령을 만났다. 아티사리는 타디치 대통령에게 코소보 문제에 관한 중재안을 제시했다. 그가 내놓은 이른바 '아티사리 중재안'에 따르면 코소보는 자유 민주주의 체제하에서 독자적인 헌법과 치안 부대를 갖게 되며 국제적인 조약 체결과 국제 기구 가입이 인정된다는 내용이었다. 이는 명목상 코소보의 독립을 승인하는 것은 아니지만 사실상 국제 사회의 감독하에 코소보의 독립을 인정하는 내용이었다. 그러나 타디치 대통령은 아티사리가 내놓은 중재안을 거부했으며 코소보의 법적 지위에 관한 교섭은 유엔 안전 보장 이사회에 상정되었다.
유엔 안전 보장 이사회가 아티사리 중재안을 상정한 것에 대해 미국과 유럽 연합은 지지 의사를 표명했지만 유엔 안전 보장 이사회 상임이사국 가운데 하나인 러시아는 주권 국가인 세르비아의 동의가 없는 제안을 받아들이지 않겠다는 의사를 밝히면서 아티사리 중재안을 지지하는 결의안을 채택하려는 계획마저 무산되었고 결국 미국과 유럽 연합은 결의안 제출 자체를 단념했다. 유엔 안전 보장 이사회는 세르비아와 코소보 양측에 최종 협상의 기회를 주기로 결정하고 미국, 유럽 연합, 러시아에 특사를 파견했다. 이들 특사는 코소보의 법적 지위에 관한 양측의 입장을 중재하기 위해 노력했고 양측은 6차례에 걸친 최종 협상 타결을 시도했지만 결렬되고 만다.
코소보의 법적 지위에 관한 최종 협상마저 결렬되자 코소보 의회는 2008년 2월 17일에 열린 특별 회의에서 세르비아로부터의 분리 독립을 만장일치로 승인했지만 세르비아는 코소보의 일방적인 독립선언이 무효임을 주장했다. 한편 유엔 총회는 2008년 10월 8일 세르비아의 요청에 따라 코소보의 독립선언이 적법한지에 대한 여부를 국제 사법 재판소의 자문 의견을 통해 구한다는 내용의 결의안을 찬성 77, 반대 6, 기권 74로 채택했다.
2010년 7월 22일 국제 사법 재판소는 코소보의 독립선언이 적법하다는 결정을 내렸다. 재판관 14명 가운데 10명은 찬성 의견을 냈으며 4명은 반대 의견을 냈다. 국제 사법 재판소는 이와 같은 결정문에서 "국제법은 특정 국가 또는 특정 지역의 독립선언을 금지하지 않기 때문에 (2008년 2월 17일에 있었던) 코소보의 일방적인 독립선언은 국제법상 위법한 행위는 아니다."고 밝혔다. 그러나 국제 사법 재판소의 자문 의견에 대한 법적 구속력은 없다.

## 같이 보기
- 코소보의 국제적 승인